# ایان موریسون
ایان موریسون (انگلیسی: Ian Morison؛ زادهٔ ۲۲ نوامبر ۱۹۴۳) یک دانشمند در زمینه اخترشناسی و اخترفیزیک اهل بریتانیا است.